# Sylvie Cassez
Pour les articles homonymes, voir Cassez.
Sylvie Cassez est un écrivain français, née le 13 juillet 1959 à Paris et décédée le 6 décembre 2019 à Montmorency.

## Biographie

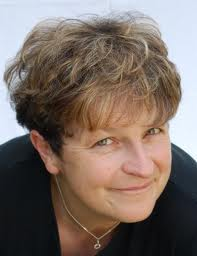
Sylvie Cassez.

Sylvie Cassez est née en 1959 à Paris. Elle enseigne le français et l'anglais à Montmorency (Val-d'Oise).

## Carrière professionnelle
En 2009, elle écrit une première pièce, Tango Panache, sur le thème de l'inter-génération en observant ses élèves dans des situations de communication, étudiant ainsi les registres de langues qui pouvaient séparer les générations. Quatre autres pièces ont suivi.
En 2012, elle a publié son premier roman policier, Le Haut domaine, suivi la même année d'un second Utopie
.
Elle fonde une troupe de théâtre du nom de sa première pièce, Tango Panache, qui se produit principalement pour apporter des fonds à des associations. L'association a eu comme parrain depuis sa création jusqu'à septembre 2012 le regretté comédien Christian Marin
, ex gendarme de Saint-Tropez et grand homme de théâtre, ainsi que Jean-François Garreaud.

## Œuvres
- 2009 : Tango Panache (pièce préfacée par Christian Marin)  (ISBN 2-91583-953-0)
- 2010 : Mortel (pièce préfacée par Christian Marin)  (ISBN 2-91583-967-0)

- écriture d'un one-man show A...CROCS interprété par nabil ZERROUKI
- 2011 : Cougar or not Cougar (pièce préfacée par Jean-François Garreaud)  (ISBN 2-91583-974-3)
- 2012 : Coach et Pygmalion (pièce préfacée par Bernard Hautecloque)  (ISBN 2-91583-985-9)
- 2012 : Le Haut domaine (roman policier)  (ISBN 978-2-33249-149-7)
- 2012 : Utopie (roman policier)  (ISBN 978-2-33251-380-9)
- 2013 : L'Assos (pièce de théâtre)  (ISBN 978-2-91583-991-3)